# BMW・2シリーズ
2シリーズ（英語名: 2 Series、ドイツ語名: 2er）は、ドイツの自動車メーカー・BMWが製造・販売するCセグメントの乗用車。
2ドアクーペ、2ドアカブリオレ、4ドアクーペ（グランクーペ）、5ドアセミトールワゴン（アクティブツアラー）、5ドアミニバン（グランツアラー）の計5つのボディタイプが存在する。

## 概要
パワートレインやシャシーはボディタイプにより異なる。2ドアモデルは縦置きエンジン・後輪駆動（FR）ベースである。4ドアおよび5ドアモデルは横置きエンジン・前輪駆動（FF）ベースとなる。2024年現在、クーペ（G42/G87）、グランクーペ（F44）、アクティブツアラー（U06）の3タイプが販売されている。カブリオレ（F23）およびグランツアラー（F46）は一代限りで生産を終了しており、直接的な後継車も存在しない。
ボディタイプによる違いが大きいので、ボディタイプ毎に各車両の解説を行う。また、2ドアクーペの高性能モデル「M2」についても本頁で述べる。

## クーペ

### 初代（F22/F87型、2014年 - 2023年）
2013年10月25日、1シリーズクーペ（E82）の後継モデルとして、本国で発表された。2代目・1シリーズ（F20）をベースとする。セグメント唯一の後輪駆動コンセプトや、約50:50の前後重量配分により、ハンドリング性能を高めている。BMWのライプツィヒ工場で生産された。

#### 外装
エクステリアは、キドニーグリルをはじめ、丸型4灯ヘッドライト、L字型テールライト、水平基調に配置された大型エアインテークが特徴的である。ショートオーバーハング、ロングホイールベース、ロングエンジンフードは先代から継承されている。カリム・ハビブが率いるデザインチームが寄るもので、「Standard」をベースに、「Sport」「Modern」「M Sport」からなる、4種類のオプション・パッケージが設定される(出典によってはSE、スポーツ、モダン、Mスポーツの4モデル）。ヘッドランプはバイキセノンが搭載され、LEDのスモールライトリングとアクセントラインが搭載された。外装色は、アルピン・ホワイトIII、ブラックIIが標準色として準備され、オプションとして、ブラック・サファイアメタリック、メルボルン・レッドメタリック、グレイシャー・シルバーメタリック、ミネラル・ホワイトメタリック、ミッドナイト・ブルーメタリック、スパークリング・ブラウンメタリック、エストリル・ブルーメタリックを選択することが出来た。

#### 内装
インテリアは、複数のラインやサーフェスを重ね、空間を分割するレイヤリングという手法を用いることで、空間の広がりを強調した。センターコンソールは、ドライバー側に角度がつけられ、全ての重要な操作系が手の届く範囲に配置されている。ダッシュボードには、8.8インチの高解像度ワイド・コントロール・ディスプレイ、iDriveナビゲーションシステム、タッチパッド付きiDriveコントローラを装備する。加えて、ボタン操作一つでフロントシートが自動的に前方へスライドする「コンフォート・エントリー機能」により、後席への乗り降りを容易に行える。1シリーズクーペ（E82）との比較において、リアのレッグ・ルームが21mm拡大され、後席の居住性が向上した。リヤシートは60:40の2分割可倒式であるが、オプションの「スルーローディング・システム」を選択すると、40：20：40の3分割に変更することができた。また、トランクルーム容量は20ℓ拡大し、390ℓとなった。全長は72mm長くなり、車幅は24mm、ホイルベースは30mm拡大された。ヘッドクリアランスも19mm拡大している。一方重量は20kgの増加に留めている。オプションでダコタ革シート、シートヒーター、サンルーフなどが選択可能だった。内装色は、黒、オイスター（白）、赤などが選択できた。

#### パワートレイン
パワートレインは、2.0L 直列4気筒DOHCガソリンエンジン、3.0L 直列6気筒DOHCガソリンエンジン、2.0L 直列4気筒DOHCディーゼルエンジンが用意された。2015-2016年にかけて搭載エンジンはモジュラー型エンジンのBシリーズ(B58エンジンなど）へ変更された。トランスミッションは、6速MT、8速AT、7速ツインクラッチセミオートマ(DCT)が組み合わされる。基本的には後輪駆動であるが、一部モデルでは4WDシステムが搭載されたモデルも準備された。「BMW EfficientDynamics」の設計思想に基づき、アイドリングストップ機構や、コースティング機能（ECO PROモード）を装備した。235iにはMアダプティブサスペンションが標準装備となりダンパーの減衰力が無段階に自動的に設定される。アウディのDrive Select、VWのDCC、ボルボのFour-Cなどにも採用されるMonroe社のCVSAeというシステムが使用され、前輪の上下方向加速度、車体の横方向／前後方向の加速度の瞬時値、車速、舵角、の5つのパラメーターをリアルタイムで演算しダンパーの側面に電磁バルブを制御することにより4輪別々に毎秒100回の速度でダンパーの減衰力を調節している。オプションで機械式デフも選択可能。235iはバンパー右側下部に空冷オイルクーラーを装備する。バンパー左下はダミーのエアインレットでメクラ蓋で閉じられている。

#### 安全制御
歩行者検知機能付き「衝突回避・被害軽減ブレーキ」、車線の逸脱をドライバーに警告する「レーン・ディパーチャー・ウォーニング」、衝突の危険性が高まった際に警告を発する「前車接近警告機能」といった先進運転支援システムも充実させた。さらに、車載の通信モジュールを利用し、乗員の安全と車両の状態を見守る「BMW SOSコール」および「BMWテレサービス」も装備している。標準でリア・パーキングセンサーを備える。自動防眩バック・ミラー、LEDテールランプなどが装備される。クルーズコントロール制御は搭載されたが、前車との間隔を保つアダプティッククルーズコントロールは搭載されなかった。

#### 海外での販売
2014年、レース専用モデルとして、「M235iレーシング」が発売される。車幅は9センチ拡大され、エンジンに若干の改良が加えられ328馬力を発揮。機械式LSDやカーボン製タワーバー、オーバーフェンダー、専用バンパー、ディフュザー、FIA公認のフルロールケージ、レーシング用燃料タンク、カーボン・サイド・ミラーを装備し、ABSやDSC、トラクションコントロールもレース仕様に改められた。ニュルブルリンク24時間耐久レースや、ニュルブルクリンクのVLN耐久選手権に参戦するプライベーターにBMW「M3 GT4」に代わって販売され、日本にも若干数が導入された。ドイツ価格は、5万9500ユーロ。ワンメイクレースの「BMWM235iレーシングカップ」も2014年から開催された。
2014年12月、エントリー・モデルとなる「218i」が追加された。1.5L 直列3気筒DOHCガソリンエンジンを搭載するが、日本には正規輸入されていない。
2016年1月、デトロイトモーターショーにて、高性能モデル「M2」（F87）が発表された。エンジンは「M235i」と同型式のN55エンジンであるが、「M4」とクランクシャフトのメインベアリング、スパークプラグなどのコンポーネントを共有しつつ、M2用に最適化されたトップリングを組み込んだピストンなどを採用し、最高出力は、370PS/465Nmを発揮する。オーバーブースト時には、500Nmまで引き上げ可能としている。6速MTまたは7速DCTが組み合わされる。専用フェンダーとバンパーを装着し、通常モデルに比べて全幅を80mm拡大し、ワイドトレッド化を図っている。サスペンションはアルミ製のアームなどが採用され、フロント側で5kg、リヤで3kgの軽量化がなされた。電子制御式のダンパーは非採用となり、減衰力は固定式となる。デフは電子可変の機械式(Mスポーツリアディファレンシャル)が採用された。リヤのメンバーの形状も変更され、マフラーのメインパイプも大口径化された。デザインは、Hussein Al-Attarが担当した。センタートンネルやエンジンルームに補強材も追加された。オイルサンプカバーとサクションオイルポンプ、トランスミッションオイルクーラーが追加装備され、エンジン冷却ラジエターも強化された。ブレーキはフロント対抗4ピストンのブレーキキャリパーと380mmのブレーキディスク、リヤが対抗2ピストンのキャリパーと360mmのディスクの組み合わせに強化されている。標準装備の車重は1560-1580kgで、ベースとなったM235iの30kg増となった。側面とリヤバンパーには、エアアウトレットのような造形が追加されたが装飾であり開口部は設けられていない。インテリアでは運転席にニーパットが追加され、ダコダレザー製の前後シートが標準装備となった。シートにはブルーのステッチが入り、ドアパネルにもアルカンターラが採用された。センターコンソールや助手席のダッシュボードにはM235iがアルミ材の装飾だったのが、カーボン模様の装飾に変えられている。生産は2015年10月にドイツのライプツィヒ工場(BMW Group Plant Leipzig)で開始され、2016年初頭から納車が始まった。最高速は250kmに制限されているが、オプションの「Mドライバーズパッケージ」を導入すると、リミッターが動作する速度が270kmまで高められられた。価格はM235iと比較してイギリスでは1万ポンド高い値段に設定された。
アメリカでは150台限定で、特別装備を装着した「BMW M2 パフォーマンスエディション」が発売されている。専用サスペンション、オプションのマフラー、手動調整式のダコタ革製のスポーツシート、ブラック仕上げのキドニーグリスやサイドグリルが装備され、M4と共通のブルー塗装のキャリパーとドリルドローターが装着された。全車がアルパインホワイト塗装色で、軽量化のため、コンフォートアクセスやオートエアコンが廃止され、エンジンは365馬力を発揮した。
2016年、従来の「M235i」に搭載されていた3.0L 直列6気筒ターボがBMW・N55エンジンからBMW・B58エンジンに変更され、最大出力を14PS、最大トルクを50Nm向上させたうえで、モデル名を「M240i」と改称した。燃費も10％改善された。
2016年12月9日、M2が「2016-2017 日本カー・オブ・ザ・イヤー」エモーショナル部門賞を受賞した。
2017年、後期型（LCI）が発表された。パワートレインには変更点はなく、内外装の一部デザイン変更が行われた。エクステリアは、新世代のヘキサゴナル・デザインのアダプティブLEDヘッドライト、より幅広なキドニーグリル、大型化したエアインテーク、L字型LEDテールライトを採用した。インテリアは、ハイグロス・ブラックを使用した新しいセンターコンソールや、新作のインストゥルメントパネルを採用したほか、インテリアトリムには上質なクローム加飾が追加された。使用する素材も高品質なものへ変更し、全体の質感も向上させている。ワイド・コントロール・ディスプレイには、タッチ・パネル機能が追加され、操作性と利便性を向上させた。また、HDDナビゲーション・システムのメニュー画面も改良された。
2018年8月23日、「M2 Competition」が北京モーターショー発売される。生産は2018べBB7月に開始され、2019年初頭より納車が開始された。M2コンペティション」の導入に伴い、ベースグレードの「M2」は販売を終了した。ラジエターやオイルクーラーが追加されBMW M4と同等の冷却システムを構成している。M4と比較してベースとなる2シリーズが全長・横幅ともに小型であるにも関わらず全高が25mm高いため、「M2 Competition」のサスペンションは非常にスパルタンな仕様となっている。タイヤはフロント：245/35ZR19、リア：265/35ZR19の前後異形サイズに設定され、ハンドリングは安全のためにアンダーステア傾向の味付けがなされている。ツインターボ・水冷インタークーラーを備えたS55B30T0エンジンが搭載された。エンジンルームにはストラットブレイズと呼ばれるカーボン製の補強パーツが装着される。ブレーキも強化され、フロントブレーキは6ピストンキャリパー付きの400mmローターが装備され、リヤには4ピストンキャリパー付きの380mmブレーキローターが採用された。巨大なブレーキに対応するために、1ピースの19インチホイールが必要となっている。ダンパーとスタビライザーは専用設計され、DSCの設定やシャシーにも変更が加えられている。外観はフロントバンパー、キドニーグリル、エクステリアミラーのデザインを新規に行っている。外装色はアルピン・ホワイトIII、ブラック・サファイア、ロングビーチ・ブルー、ソニック・スピード・ブルー、サンセット・オレンジ、ホッケンハイム・シルバーの6色が設定された。ツインターボ化により、センターパイプも2本になっている。標準装備車両の重量は1650kgとなり、M2より90Kg重くなった。
2019年、BMW M235i レーシングに対して、BMW M240i Racing Evoパッケージが提供された。BMW M240i Racing Evo パッケージには、レースに最適化されたエンジン制御ソフトウェアや、リアウィングの新形状の翼端板などが含まれていた。2014年から続いていた「BMW M235i レーシングカップ」も、「BMW M240i レーシングカップ」と名称を変え、少なくとも2020年までは開催されることになった。
2019年11月、「M2 Competition」をサーキット走行に特化させたモデルとして「BMW M2 CS」がロサンゼルス・モーターショーで発表された。2020年3月より生産が開始され、2200台の生産が計画された。エンジンは「M2 Competition」と同じであるが、F82 M4 Competitionと同じ制御プログラムを使うことにより、444馬力、550Nmのトルクを発揮した。「M2 Competition」でオプション設定だった強化ブレーキが標準として装着されたが、更なる性能が必要な場合はセラミックブレーキのオプションを選択することが出来た。ホイールハブとコントロールアームは鍛造アルミニウム製で、シャシーのトランスミッショントンネルはカーボンファイバー製とされた。ボンネットやルーフやセンターコンソールもカーボンファイバー製で軽量化に貢献している。排気系も一新されている。M2およびM2コンペティションに標準装備されているセンターコンソールと後席用の空調は軽量化のために廃止された。
2020年、サーキット専用モデルの「M2 CS Racing」が発売される。デフクーラーや専用バンパー、カーボンGTウイング、調整式スタビライザー、スリックタイヤ、選択式のスプリング、牽引フック、FIA認定安全タンク、フロント下部のクロスストラットバーなどが専用装備とされ、オプションでFIA認定の耐久レース用大容量安全燃料タンク、エアジャッキなどが選択できた。出力はUSBポートに専用メモリを挿入することで、レギュレーションに応じて、280-365PSの間に設定可能。オプションのパーツを装着することで最大450PSまで出力を増加させることが出来た。エアコン、Sabelt製Taurus XLシート、Schroth製6点式セーフティハーネス、カラーディスプレイ搭載のAIM製MXG 1.2 レーシング・ダッシュ・ロガー、照光式スイッチパネル搭載のセンターコンソール、チルト＆テレスコピック・ステアリング・コラム、操作ボタンとロッカー・スイッチを備えた着脱可能なBMW Motorsportステアリングホイール、消火システムも装備された。BMW M2 CSで多様されたカーボン製リップスポイラーなどはFRP製に変更され、ランニングコストを安価にする工夫がなされている。7速DCTのみの設定。DTMドイツ・ツーリングカー選手権は、この車両を使用した『BMW M2カップ』をDTMのサポートレースとして開催した。日本でもワンメイクレースが開催された。

#### 設定車種
| ガソリンエンジン        | ガソリンエンジン                                    | ガソリンエンジン                                    | ガソリンエンジン                                    | ガソリンエンジン                                    | ガソリンエンジン                                    | ガソリンエンジン                                    | ガソリンエンジン                                    | ガソリンエンジン                                    | ガソリンエンジン                          | ガソリンエンジン                          |
|                         | 218i                                                | 220i                                                | 220i                                                | 228i                                                | 230i                                                | M235i                                               | M240i                                               | M2                                                  | M2 Competition                            | M2 CS                                     |
| ----------------------- | --------------------------------------------------- | --------------------------------------------------- | --------------------------------------------------- | --------------------------------------------------- | --------------------------------------------------- | --------------------------------------------------- | --------------------------------------------------- | --------------------------------------------------- | ----------------------------------------- | ----------------------------------------- |
| 期間                    | 2015-                                               | 2013-2016                                           | 2016-                                               | 2014-2016                                           | 2016-                                               | 2013-2016                                           | 2016-                                               | 2015-2018                                           | 2018-                                     | 2020 -                                    |
| 搭載エンジン            | B38B15                                              | N20B20                                              | B48B20                                              | N20B20                                              | B48B20                                              | N55B30                                              | B58B30                                              | N55B30                                              | S55B30                                    | S55B30                                    |
| エンジンタイプ          | 3気筒直噴ツインスクロールターボ空冷インタークーラー | 4気筒直噴ツインスクロールターボ空冷インタークーラー | 4気筒直噴ツインスクロールターボ空冷インタークーラー | 4気筒直噴ツインスクロールターボ空冷インタークーラー | 4気筒直噴ツインスクロールターボ空冷インタークーラー | 6気筒直噴ツインスクロールターボ空冷インタークーラー | 6気筒直噴ツインスクロールターボ空冷インタークーラー | 6気筒直噴ツインスクロールターボ空冷インタークーラー | 6気筒直噴ツインターボ水冷インタークーラー | 6気筒直噴ツインターボ水冷インタークーラー |
| ボア・ストローク        | 82.0 mm × 94.6 mm                                   | 84.0 mm × 90.1 mm                                   | 82.0 mm × 94.6 mm                                   | 84.0 mm × 90.1 mm                                   | 82.0 mm × 94.6 mm                                   | 84.0 mm × 89.6 mm                                   | 82.0 mm × 94.6 mm                                   | 84.0 mm × 89.6 mm                                   | 84.0 mm × 89.6 mm                         | 84.0 mm × 89.6 mm                         |
| 排気量                  | 1499 cm³                                            | 1997 cm³                                            | 1998 cm³                                            | 1997 cm³                                            | 1998 cm³                                            | 2979 cm³                                            | 2998 cm³                                            | 2979 cm³                                            | 2979 cm³                                  | 2979 cm³                                  |
| 圧縮比                  | 11.0: 1                                             | 10.0: 1                                             | 11.0: 1                                             | 10.0: 1                                             | 10.2: 1                                             | 10.2: 1                                             | 11.0: 1                                             | 10.2: 1                                             | 10.2: 1                                   | 10.2: 1                                   |
| 最高出力 (kW) @ rpm     | 136 馬力 (100 kW) @ 4500-6000                       | 184 馬力 (135 kW) @ 5000-6250                       | 184 馬力 (135 kW) @ 5000                            | 245 馬力 (180 kW) @ 5000-6500                       | 252 馬力 (185 kW) @ 5200                            | 326 馬力 (240 kW) @ 5800-6000                       | 340 馬力 (250 kW) @ 5500                            | 370 馬力 (272 kW) @ 6500                            | 410 馬力 (302 kW) @ 5230-7000             | 444 馬力                                  |
| トルク: Nm @ rpm        | 220 Nm @ 1250-4300                                  | 270 Nm @ 1250-4500                                  | 270 Nm @ 1350-4600                                  | 350 Nm @ 1250-4800                                  | 350 Nm @ 1450-4800                                  | 450 Nm @ 1300-4500                                  | 500 Nm @ 1520-4500                                  | 465 Nm @ 1400-5560                                  | 550 Nm @ 2350-5230                        | 550 Nm                                    |
| 駆動方式                | 後輪駆動                                            | 後輪駆動                                            | 後輪駆動                                            | 後輪駆動                                            | 後輪駆動                                            | 後輪駆動 / 4輪駆動 (xDrive)                         | 後輪駆動 / 4輪駆動 (xDrive)                         | 後輪駆動                                            | 後輪駆動                                  | 後輪駆動                                  |
| 変速機                  | 6速マニュアル/8速AT                                 | 6速マニュアル/8速AT                                 | 6速マニュアル/8速AT                                 | 6速マニュアル/8速AT                                 | 6速マニュアル/8速AT                                 | 6速マニュアル/8速AT                                 | 6速マニュアル/8速AT                                 | 6速マニュアル/7速DCT                                | 6速マニュアル/7速DCT                      | 6速マニュアル/7速DCT                      |
| 0–100 km/h 加速         | 8.8 s                                               | 7.0 s                                               | 7.1 s                                               | 5.8 s                                               | 5.8 s                                               | 5.0 s                                               | 4.8 s                                               | 4.5 s                                               | 4.4 s                                     | 4.0 s                                     |
| 最高速度                | 210 Km/h                                            | 235 Km/h                                            | 235 Km/h                                            | 250 Km/h (リミッター)                               | 250 Km/h (リミッター)                               | 250 Km/h (リミッター)                               | 250 Km/h (リミッター)                               | 250 Km/h (リミッター)                               | 280 Km/h (リミッター)                     | -                                         |
| 100kmあたりの燃料消費量 | 5.1-5.6                                             | 6.1-6.3                                             | 5.7-6.1                                             | 6.6                                                 | 6.2-6.4                                             | 8.1                                                 | 7.8                                                 | 8.5                                                 | 9.8                                       | -                                         |
| 排ガス規制対応          | Euro 6                                              | Euro 5, Euro 6                                      | Euro 6                                              | Euro 5, Euro 6                                      | Euro 6                                              | Euro 5, Euro 6                                      | Euro 6                                              | Euro 6                                              | Euro 6                                    | -                                         |

| 期間                    | 2013-2015                                     | 2015-                                         | 2013-2014                                     | 2014-                                         | 2013-2015                                            | 2015-                                                |
| 搭載エンジン            | N47D20                                        | B47D20                                        | N47D20                                        | B47D20                                        | N47D20                                               | B47D20                                               |
| エンジンタイプ          | 4気筒直噴コモンレール,ターボ,インタークーラー | 4気筒直噴コモンレール,ターボ,インタークーラー | 4気筒直噴コモンレール,ターボ,インタークーラー | 4気筒直噴コモンレール,ターボ,インタークーラー | 4気筒直噴コモンレール, ツインターボ インタークーラー | 4気筒直噴コモンレール, ツインターボ インタークーラー |
| ボア・ストローク        | 84.0 mm × 90.0 mm                             | 84.0 mm × 90.0 mm                             | 84.0 mm × 90.0 mm                             | 84.0 mm × 90.0 mm                             | 84.0 mm × 90.0 mm                                    | 84.0 mm × 90.0 mm                                    |
| 排気量                  | 1995 cm³                                      | 1995 cm³                                      | 1995 cm³                                      | 1995 cm³                                      | 1995 cm³                                             | 1995 cm³                                             |
| 圧縮比                  | 16.5: 1                                       | 16.5: 1                                       | 16.5: 1                                       | 16.5: 1                                       | 16.5: 1                                              | 16.5: 1                                              |
| 最高出力 (kW) @ rpm     | 143 馬力 (105 kW) @ 4000                      | 150 馬力 (110 kW) @ 4000                      | 184 馬力 (135 kW) @ 4000                      | 190 馬力 (140 kW) @ 4000                      | 218 馬力 (160 kW) @ 4400                             | 224 馬力 (165 kW) @ 4400                             |
| トルク: Nm @ rpm        | 320 Nm @ 1750-2500                            | 320 Nm @ 1500-3000                            | 380 Nm @ 1750-2750                            | 400 Nm @ 1750-2500                            | 450 Nm @ 1500-2500                                   | 450 Nm @ 1500-3000                                   |
| 駆動方式                | 後輪駆動                                      | 後輪駆動                                      | 後輪駆動                                      | 後輪駆動 / 4輪駆動 (xDrive)                   | 後輪駆動                                             | 後輪駆動                                             |
| 変速機                  | 6速マニュアル / 8速AT                         | 6速マニュアル / 8速AT                         | 6速マニュアル / 8速AT                         | 6速マニュアル / 8速AT                         | 8速AT                                                | 8速AT                                                |
| 0–100 km/h 加速         | 8.9 s                                         | 8.4 s                                         | 7.2 s                                         | 7.1 s                                         | 6.3 s                                                | 6.2 s                                                |
| 最高速度                | 213 Km/h                                      | 213 Km/h                                      | 230 Km/h                                      | 230 Km/h                                      | 242 Km/h                                             | 243 Km/h                                             |
| 100kmあたりの燃料消費量 | 4.3                                           | 4.0-4.4                                       | 4.5-4.8                                       | 4.1-4.4                                       | 4.7                                                  | 4.3                                                  |
| 排ガス規制対応          | Euro 5                                        | Euro 6                                        | Euro 5                                        | Euro 6                                        | Euro 5                                               | Euro 6                                               |

#### 日本での販売
2014年2月26日、発売が開始された。グレードは、ガソリンエンジンの2.0L 直列4気筒ターボエンジンを搭載する「220i」と、3.0L 直列6気筒ターボエンジンを搭載する「M235i」の2種グレードが導入され、海外で展開されたディーゼルエンジン搭載モデルは導入されなかった。「220i」には、「Sport」および「M Sport」のデザイン・ラインが用意され、右ハンドル・8速スポーツATのみ輸入された。「M235i」は、BMW M社の高い技術に基づいたスポーティなチューニングを施し、専用デザインを採用した、M Performance Automobilesモデルであり、右ハンドルのみの設定で、6速MTまたは8速スポーツATが選択可能であり、またMスポーツ・ブレーキとアダプティブMサスペンション（可変ダンパー）が標準装備とされた（220iにはオプションとして設定）。標準仕様の内装色は、ブラックとオイスターの2色が選択できた。220iは前後とも225/45/17のタイヤと17インチ7.5Jホイールを装着し、235iがフロント228/40/18、リヤ245/35/18のタイヤと、フロント7.5J、リヤ8.0Jの18インチタイヤを装備した。ヒーター付きの本革シートや左右独立温度調整機能が付いた2ゾーン・オートマチック・エア・コンディショナーはオプション設定とされ、標準グレードはファブリックシートとシングルゾーンのエアコン、シートヒーターレスであった。電動ガラスサンルーフ（チルト＆スライド、コンフォート・オープン/クローズ機能付）やアダプティブ・ヘッドライト（ハンドル連動の左右配光システム）、harman/kardonサラウンド・サウンド・システムもオプションとして設定された。外装色はソリッド・カラーとしてアルピン・ホワイトⅢと用意し、メタリック・カラーとしてブラック・サファイア、ディープ・シー・ブルー、ミネラル・グレー、ミネラル・ホワイト、グレイシャー・シルバー、ムーンライトシルバー、ヴァレンシア・オレンジ、メルボルン・レッド、エストリル・ブルーの9色を設定し、全10色から選択できた。ベースグレードの「220i」は465万円、「220i」Mスポーツは489万円、「M235i」は、6MT仕様が613万円で8AT仕様が627万円であった。
2014年5月11日、限定モデルの「BMW M235i M Performance Edition」が発表。同年11月から30台限定で販売された。M Performanceオプションの機械式LSDや19インチホイール、カーボンミラーカバー、リヤスポイラー、側面のアクセントライン（装飾デカール）、ブラック塗装グリルが装備された。6速MTが676万円、6速ATが690万円の設定であった。30台すべてが右ハンドルの設定で、AT/MTそれぞれ15台が用意された。
2016年1月12日、高性能モデル「M2」の予約受付を開始した。納車開始は2016年5月以降となる。3.0L 直列6気筒ターボエンジンを搭載し、7速M DCT仕様のみがに日本に導入されたが、1年後に6MT仕様も輸入開始された。右ハンドルのみの設定で、日本で選択できた車体色はアルピン・ホワイトⅢ、イメージカラーと言えるロングビーチ・ブルー、ミネラル・グレー、ブラック・サファイアの4色のみであった。価格は770万円。
同年9月1日、「M235i」のエンジンが換装され「M240i」となる。価格は459万円。
同年10月25日、「M2」に、シフトダウン時に自動的に回転数を上げ、スムーズなシフトチェンジを可能にする6速MTが追加される。
同年11月30日、4気筒エンジンモデルのエンジンも換装される。「220i」に搭載される2.0L 直列4気筒ターボエンジンが、新世代モジュラー・エンジンに換装された。グレード構成や、車両本体価格に変更はない。
2017年8月29日、マイナーチェンジし、後期型（LCI）となる。内外装のデザインが刷新されたほか、アドバンスド・パーキング・サポート・パッケージと、運転席と助手席のフロント・シート・ヒーティングが標準装備となった。 ヘキサゴナル・デザインのアダプティブLEDヘッドライトも搭載された。一部モデルにはBMWコネクテッド・ドライブ、7スピーカー搭載のHiFiサウンド・システムが標準装備となった。
2018年5月22日、特別仕様車「M2 Edition Black Shadow」を発表した。100台限定で受注を開始し、同年7月以降の納車とした。ブラックサファイアのボディカラーに、黒で統一したM Performanceパーツが装着される。専用のエキゾーストパイプ（ブラッククローム）や、Yスポーク・スタイリング763M（ブラック塗装）のホイールが装備される。
同年8月23日、「M2 Competition」を発表、同日から販売を開始した。価格は923万円。
2020年4月6日、特別仕様車「M2 CS」を日本全国60台限定で導入すると発表した。BMW Japanが発表した時点で、既に完売となっており、プレスリリースにもその旨が記載されていた。ルーフ、フロントスプリッター、リアスポイラー、リアディフューザー、ボンネットがドライカーボン製となり軽量化された。ボンネット中央にはエンジンルームの熱を排出する開口部が設けられた。室内には、カーボンドアハンドル、カーボンセンターコンソールが装備され、シートにはM2ロゴの照明付きエンブレムが配置されたM Competitionスポーツシートが選ばれた。6速MT仕様が1260万円、7速DCT仕様が1285万円。欧州仕様は444馬力であったが日本仕様はは450馬力と発表された。最大トルクは変わらずの550Nm。
同年4月23日、特別仕様車「M2 EDITION DESINGED by FUTURA 2000」を、世界限定500台（日本限定10台）で販売すると発表した。現代アーティスト・FUTURA 2000とコラボレーションした限定車である。
2021年6月28日、「M2 CS Racing」が日本国内でも販売開始された。取り扱いは、東京の「モトーレン東都」のみでありアジアで唯一BMW Mモデルのレース仕様車両を扱う正規ディーラーとして認定された。「M2 CS Racing」はプロ・アマ問わず誰でも購入可能であった。ベース・バージョンが1499万円、450PSバージョンが1799万円。
| F22（2014年 - 2022年）/ F87（2016年 - 2023年） | F22（2014年 - 2022年）/ F87（2016年 - 2023年） | F22（2014年 - 2022年）/ F87（2016年 - 2023年） | F22（2014年 - 2022年）/ F87（2016年 - 2023年） | F22（2014年 - 2022年）/ F87（2016年 - 2023年） | F22（2014年 - 2022年）/ F87（2016年 - 2023年） | F22（2014年 - 2022年）/ F87（2016年 - 2023年） | F22（2014年 - 2022年）/ F87（2016年 - 2023年） |
| グレード                                       | 型式                                           | 排気量（cc）                                   | エンジン                                       | 最高出力(PS/rpm)                               | 最大トルク(kgm/rpm)                            | 変速機                                         | 駆動方式                                       |
| ---------------------------------------------- | ---------------------------------------------- | ---------------------------------------------- | ---------------------------------------------- | ---------------------------------------------- | ---------------------------------------------- | ---------------------------------------------- | ---------------------------------------------- |
| 220i (2014年 - 2016年)                         | N20B20B                                        | 1,997                                          | 直列4気筒DOHCターボ                            | 184/5,000                                      | 27.5/1,250-4,500                               | 8速AT                                          | 後輪駆動                                       |
| 220i (2016年 - 2022年)                         | B48B20A                                        | 1,998                                          | 直列4気筒DOHCターボ                            | 184/5,000                                      | 27.5/1,350-4,600                               | 8速AT                                          | 後輪駆動                                       |
| M235i (2014年 - 2016年)                        | N55B30A                                        | 2,979                                          | 直列6気筒DOHCターボ                            | 326/5,800                                      | 45.9/1,300-4,500                               | 8速AT 6速MT                                    | 後輪駆動                                       |
| M240i (2016年 - 2022年)                        | B58B30A                                        | 2,977                                          | 直列6気筒DOHCターボ                            | 340/5,500                                      | 51.0/1,520-4,500                               | 8速AT 6速MT                                    | 後輪駆動                                       |
| M2 (2016年 - 2018年)                           | N55B30A                                        | 2,979                                          | 直列6気筒DOHCターボ                            | 370/6,500                                      | 47.4/1,400-5,560                               | 7速DCT 6速MT                                   | 後輪駆動                                       |
| M2 Competition (2018年 - 2023年)               | S55B30A                                        | 2,979                                          | 直列6気筒DOHCツインターボ                      | 410/6,250                                      | 56.1/2,350-5,230                               | 7速DCT 6速MT                                   | 後輪駆動                                       |
| M2 CS (2020年 - 2023年)                        | S55B30A                                        | 2,979                                          | 直列6気筒DOHCツインターボ                      | 450/6,250                                      | 56.1/2,350-5,230                               | 7速DCT 6速MT                                   | 後輪駆動                                       |

### 2代目（G42/G87型、2022年 - ）
2021年7月7日、フルモデルチェンジ。7代目・3シリーズ（G20）および2代目・4シリーズ（G22）と車体構造の多くを共用しており、セグメント唯一の後輪駆動コンセプトや約50:50の理想的な前後重量配分を維持している。
エクステリアは、長いエンジンフード、短いオーバーハング、Cピラーのホフマイスターキンクなど、往年のBMWコンパクト・クーペ特有のフォルムが見て取れる。電動式のエア・フラップが垂直に配置された、一体形成のキドニーグリル、六角形の下部フロント・エプロン・インテーク、02シリーズの伝説的モデルに倣った、丸形のLEDヘッドライトも特徴的である。ヘッドライトの下端部に組み込まれるデイライトは、ターンインジケーターも兼ねている。
インテリアは、10.25インチのコントロールディスプレイと、12.3インチのフルデジタルメーターパネルからなる「BMWライブ･コックピット」を装備する。照明操作パネルは、従来のダイヤル式からスイッチ式に改められたほか、新デザインのシフトレバーを採用した。さらに、歴代初となる電動式パーキングブレーキが搭載されている。ドアのアームレスト上部にある台形のアクセント面は、アンビエント・ライトと組み合わせると、その多孔質表面がバックライトで照らされる。
車両のキーを持たずとも、対応のスマートフォン、スマートウォッチを車両のドアノブに近づけるだけでロック解除、NFC対応の充電トレイにスマートフォンを置くだけでエンジン始動を可能にする「BMWデジタル・キー」（車載のICカードでも可能）や、AI技術を活用し、音声会話だけで車両の操作、情報へのアクセスが可能となる「BMWインテリジェント・パーソナル・アシスタント」を新たに装備している。
パワートレインは、G20と共通となる2.0L 直列4気筒DOHCガソリンエンジン「220i」、3.0L 直列6気筒DOHCガソリンエンジン「M240i」が用意される。トランスミッションは6速MTのほか、8速ATが組み合わされる。
ボディは先代よりも軽量化しつつ、サスペンション取付部やアンダー・フレームを強化するとともに、高剛性ボディを採用した。これにより、ロール剛性の強化のみならず、衝突時の安全性能も向上させた。また、アルミニウム材をボンネットだけではなくエンジン・キャリアやその接続部に用いることで、ボディ剛性の強化と軽量化を同時に実現した。
先進運転支援システム（ADAS）は、高性能カメラ&レーダーと、高性能プロセッサを駆使する、新世代の「ドライビング・アシスト」を装備する。新たにレーン・チェンジ・ウォーニング（車線変更警告システム）、衝突回避・被害軽減ブレーキ（事故回避ステアリング付）、クロス・トラフィック・ウォーニング、パーキング・アシスタント、リバース・アシスト機能などが追加されている。しかし車線を維持するレーンキープアシスト機能などは搭載は見送られた。
2022年10月12日、欧州市場にて高性能モデル「M2」（G87）が発表された。エクステリアは、大きく左右に張り出した四角型基調のエア・インテーク、横バーを採用したフレームレスのキドニー・グリル、横方向にワイドにしたフロント・ホイール・ハウスなど、通常モデルとの差別化が図られている。パワートレインは、M3・M4と同様に3.0L 直列6気筒DOHCツインターボエンジンが搭載されるが、後輪駆動であるため、最高出力は四輪駆動のそれらより若干抑えられている。「Mパフォーマンスパーツ」も設定される。

#### 日本での販売
2022年2月25日、正式発売された。グレードは、2.0L 直列4気筒ターボエンジンを搭載する「220i」と、3.0L 直列6気筒ターボエンジンを搭載する「M240i xDrive」の2種類がラインアップされる。「220i」は、8速ATの「Standard」および8速スポーツATの「M Sport」が用意される。「M240i」は、8速スポーツATが組み合わされる。
Mパフォーマンス・モデルに位置付けられる「M240i xDrive」は唯一の四輪駆動モデルであり、セリウム・グレーのサイドミラーやリア・スポイラーを装備することで空力特性の向上を図った。さらに、通常モデルから、フロント下部とリアサスペンション取付部に補強を施すことでねじり剛性を高めている。
同年7月、仕様変更。同時期にフェイスリフトしたG20 LCIに合わせ、内装を中心に小変更が施された。12.3インチのメーターパネルと、14.9インチのコントロールディスプレイを一体化させた「BMWカーブド・ディスプレイ」を装備したほか、オペレーティングシステムも、最新のものにアップデートされた。また、従来のシフトレバーに代わり、新たにトグルスイッチ式のセレクトレバーが採用されるとともに、パドルシフトが全モデルに装備された。併せて、エントリーモデルの「220i」が廃止され、通常モデルは「220i M Sport」に集約された。
2023年2月27日、高性能モデル「M2」が正式発売された。日本仕様は、右ハンドルのみで、6速MTと8速ATの二本立てとなる。
2024年10月29日、仕様変更。ステアリングホイールやエアコンの吹き出し口のデザインが一新された。「220i M Sport」は、キドニー・グリルのフレームを、ハイ・グロス・クロームからパールセント・クロームに変更した。「M240i xDrive」は、グリル、ドアミラー、フロント・バンパー、リア・スポイラー、ホイール等にあったセリウム・グレーのエレメントを廃止し、ブラックに変更したほか、ヘッドライト内の光輝部をブラックアウトした。さらに、両モデル共通で、サイド・ロッカー・パネルおよびリア・バンパー・サイド下部をブラックからボディ同色化した。「M2」は、エンジンに改良が施され、最高出力が480PSにアップした。
| G42（2022年 - ）/ G87（2023年 - ） | G42（2022年 - ）/ G87（2023年 - ） | G42（2022年 - ）/ G87（2023年 - ） | G42（2022年 - ）/ G87（2023年 - ） | G42（2022年 - ）/ G87（2023年 - ） | G42（2022年 - ）/ G87（2023年 - ） | G42（2022年 - ）/ G87（2023年 - ） | G42（2022年 - ）/ G87（2023年 - ） |
| グレード                           | 型式                               | 排気量 （cc）                      | エンジン                           | 最高出力 （PS/rpm）                | 最大トルク （kgm/rpm）             | 変速機                             | 駆動方式                           |
| ---------------------------------- | ---------------------------------- | ---------------------------------- | ---------------------------------- | ---------------------------------- | ---------------------------------- | ---------------------------------- | ---------------------------------- |
| 220i（2022年 - ）                  | B48B20A                            | 1,998                              | 直列4気筒DOHCターボ                | 184/5,000                          | 30.6/1,350-4,000                   | 8速AT                              | 後輪駆動                           |
| M240i xDrive （2022年 ‐ ）         | B58B30B                            | 2,997                              | 直列6気筒DOHCターボ                | 387/5,800                          | 51.0/1,800-5,000                   | 8速AT                              | 四輪駆動                           |
| M2（2023年 ‐ 2024年）              | S58B30A                            | 2,992                              | 直列6気筒DOHCツインターボ          | 460/6,250                          | 56.0/2,650-5,870                   | 6速MT 8速AT                        | 後輪駆動                           |
| M2（2024年 - ）                    | S58B30A                            | 2,992                              | 直列6気筒DOHCツインターボ          | 480/6,250                          | 61.2/2,700-5,620                   | 6速MT 8速AT                        | 後輪駆動                           |

## カブリオレ

### 初代（F23型、2015年 - 2021年）
2014年10月、1シリーズカブリオレ（E88）の後継モデルとして、パリモーターショーで披露された。先代同様、電動開閉式ソフトトップを備えた4人乗りのオープンモデルとなる。クーペモデル(F22)をベースに開発された。
エクステリアは、キドニーグリルをはじめ、丸型4灯ヘッドライト、L字型テールライト、水平基調に配置された大型エアインテークが特徴的である。ショートオーバーハング、ロングホイールベース、ロングエンジンフードは先代から継承されている。電動ソフトトップは、走行中でも時速50km/h以下であればボタン操作一つで開閉可能である。また、吸音性に優れたソフトトップを採用し、先代よりも遮音性を大幅に向上させた。
インテリアは、複数のラインやサーフェスを重ね、空間を分割するレイヤリングという手法を用いることで空間の広がりを強調した。センターコンソールは、ドライバー側に角度がつけられ、全ての重要な操作系が手の届く範囲に配置されている。ダコタ・レザー・シートには、日差しの強い天候でもシート表面の温度上昇を防ぐ、サン・リフレクティブ・テクノロジーを採用している。
ダッシュボードには、8インチの高解像度ワイドコントロールディスプレイ、iDriveナビゲーション・システム、タッチパッド付きiDriveコントローラを装備する。加えて、ボタン操作一つで、フロント・シートが自動的に前方へスライドする「コンフォート・エントリー機能」により、後席への乗降を容易に行える。
セグメント唯一の後輪駆動コンセプトや、約50:50の前後重量配分により、ハンドリング性能を高めている。先代との比較において、リアのレッグ・ルームが11mm拡大され、後席の居住性が向上した。またトランクルーム容量は30ℓ拡大し、335ℓを確保する。さらに、高さ246mm、幅450mmの大きな開口部を持つ「スルーローディング・システム（可倒式リアシート）」も設定する。
パワートレインは、2.0L 直列4気筒DOHCガソリンエンジン「220i」「228i」、3.0L 直列6気筒DOHCガソリンエンジン「M235i」、2.0L 直列4気筒DOHCディーゼルエンジン「220d」が用意される。トランスミッションは6速MTおよび8速ATが組み合わされる。「BMW EfficientDynamics」の設計思想に基づき、アイドリングストップ機構や、コースティング機能（ECO PROモード）を装備している。
歩行者検知機能付き「衝突回避・被害軽減ブレーキ」、車線の逸脱をドライバーに警告する「レーン・ディパーチャー・ウォーニング」、衝突の危険性が高まった際に警告を発する「前車接近警告機能」といった先進運転支援システムも充実させた。さらに、車載の通信モジュールを利用し、乗員の安全と車両の状態を見守る「BMW SOSコール」および「BMWテレサービス」も装備している。
デザイン・ラインは、「Standard」をベースに、「Sport」「Luxury」「M Sport」からなる3種類のオプション・パッケージが設定される。
2017年、後期型（LCI）が発表された。エクステリアは、新世代のヘキサゴナル・デザインのアダプティブLEDヘッドライト、より幅広なキドニーグリル、大型化したエアインテーク、L字型LEDテールライトを採用した。インテリアは、ハイグロス・ブラックを使用した新しいセンターコンソールや、新作のインストゥルメントパネルを採用したほか、インテリアトリムには、上質なクローム加飾が追加された。使用する素材も高品質なものへ変更し、全体の質感も向上させている。ワイド・コントロール・ディスプレイにはタッチパネル機能が追加され、操作性と利便性を向上させた。また、HDDナビゲーション・システムのメニュー画面も改良された。

#### 日本での販売
2015年3月25日に発表された。グレードは、2.0L 直列4気筒ターボエンジンを搭載する「220i」の右ハンドル・8速スポーツAT装備車のみの輸入され、マニュアルミッションや6気筒エンジン搭載車は輸入されなかった。「Sport」「Luxury」「M Sport」のデザイン・ラインが用意された。
2016年9月1日、仕様変更。「220i」に搭載される2.0L 直列4気筒ターボエンジンが、新世代モジュラー・エンジンに換装された。グレード構成や車両本体価格に変更はない。
2017年8月29日にマイナーチェンジし、後期型（LCI）となった。内外装のデザインが刷新されたほか、アドバンスド・パーキング・サポート・パッケージと、運転席と助手席のフロント・シート・ヒーティングが標準装備となった。グレード整理も行われ、「220i Sport」が廃止された。 
| F23（2015年 - 2021年） | F23（2015年 - 2021年） | F23（2015年 - 2021年） | F23（2015年 - 2021年） | F23（2015年 - 2021年） | F23（2015年 - 2021年） | F23（2015年 - 2021年） | F23（2015年 - 2021年） |
| グレード               | 型式                   | 排気量（cc）           | エンジン               | 最高出力(PS/rpm)       | 最大トルク(kgm/rpm)    | 変速機                 | 駆動方式               |
| ---------------------- | ---------------------- | ---------------------- | ---------------------- | ---------------------- | ---------------------- | ---------------------- | ---------------------- |
| 220i (2015年 - 2016年) | N20B20B                | 1,997                  | 直列4気筒DOHCターボ    | 184/5,000              | 27.5/1,250-4,500       | 8速AT                  | 後輪駆動               |
| 220i (2016年 - 2021年) | B48B20A                | 1,998                  | 直列4気筒DOHCターボ    | 184/5,000              | 27.5/1,350-4,600       | 8速AT                  | 後輪駆動               |

## グランクーペ

### 初代（F44型、2019年 - 2025年）
2019年10月16日、欧州市場で発表された。3代目・1シリーズ（F40）をベースとする。1シリーズセダン（F52）の実質的な後継車である。
プラットフォームは、MINIや2シリーズ アクティブツアラー/グランツアラー等で採用済の「UKL」をさらに昇華させた、新開発の「FAAR」を採用した。
ボディサイズは全長4,526mm、全幅1,800mm、全高1,420mm（いずれもヨーロッパ仕様値）と、日本の一般的な機械式駐車場にも収まる設計となっている。また、4ドア化と前輪駆動の採用によって、後席の足元部分が、F22比で約33mm拡大するとともに、ラゲッジルーム容量も、最大430Lを確保している。
エクステリアは、BMWクーペ・モデルの特徴である、ワイドに伸びた幅広のキドニーグリルをはじめ、シルバーに黒のアクセント・ラインが細長く刻まれたキドニーバーなど、BMW初のデザインが採用された。他のグランクーペと同様、サッシュレスドアを装備する。
インテリアは、6色に変更可能なアンビエントライトが組み込まれたインテリア・トリムや、5.1インチのメーター・パネル・ディスプレイ、および8.8インチのコントロール・ディスプレイが装備される。さらに、10.25インチのディスプレイを2つ備えたBMWライブ・コックピットや、大型化されたBMWヘッドアップ・ディスプレイがオプションで用意される。加えて、Qi対応の機器を充電できるワイヤレス充電機能を標準装備としたほか、「OK, BMW」で起動する、AIを活用した、新開発の「BMWインテリジェント・パーソナル・アシスタント」もオプション装備する。
パワートレインは、1.5L 直列3気筒DOHCガソリンエンジン「218i」、2.0L 直列4気筒DOHCガソリンエンジン「M235i」、2.0L 直列4気筒DOHCディーゼルエンジン「218d」が用意される。トランスミッションは、6速MTのほか7速DCTや8速ATが用意される。
エンジンコントロールユニットで直接スリップ状況を感知し、ダイナミック・スタビリティ・コントロール（DSC）を経由することなく、以前より約3倍の速さでその信号を直接エンジンに伝達するタイヤスリップ・コントロール・システム（ARB）を搭載した。これにより、FF特有のアンダー・ステアを大幅に抑制し、より俊敏な走りを実現している。
先進運転支援システム（ADAS）として、新たにレーン・チェンジ・ウォーニング、後部衝突警告機能、クロス・トラフィック・ウォーニング（リア）、スピード・リミット情報表示機能が追加された「ドライビング・アシスト」を装備した。さらに直近に前進した50mの軌跡を記憶し、その軌跡通りに後退する際にステアリング操作を自動で行う「リバース・アシスト」を備えたパーキング・アシストも用意されている。

#### 日本での販売
2019年10月31日、発表された。納車開始は2020年4月以降となる。グレードは1.5L 直列3気筒エンジンを搭載するFFモデル「218i」「218i Play」「218i M Sport」、2.0L 直列4気筒エンジンを搭載する4WDモデル「M235i xDrive」がラインアップされる。前者は7速DCTを、後者は8速ATを組み合わせる。全車右ハンドルのみの設定となる。
「M235i xDrive」は唯一の四輪駆動モデルであり、新開発の機械式トルセン・リミテッドスリップデフを標準装備する。デザイン面でも、メッシュデザインのキドニーグリルや、専用の台形型デュアルエキゾーストテールパイプといった専用装備に加え、キドニーグリルやエアインテークトリム、ミラーキャップ等はセリウム・グレーに統一される。
2020年8月27日、クリーンディーゼル車の「218d」が追加導入された。2.0L 直列4気筒ディーゼルエンジンを搭載し、8速ATを組み合わせる。グレードは「Play」および「M Sport」が用意され、右ハンドルのみの設定となる。
2021年6月2日、仕様変更。全モデルにアクティブクルーズコントロール（ACC）、オートマチック・テールゲート・オペレーション、電動フロントシート（運転席&助手席、運転席メモリー機能付）を標準装備とした。加えて、一部のモデルにはドライビング・アシスト、BMW Individualアルミニウム・ライン、イルミネーテッド・ベルリン・インテリア・トリムも標準装備される。
| F44（2019年 - 2025年）         | F44（2019年 - 2025年） | F44（2019年 - 2025年） | F44（2019年 - 2025年）        | F44（2019年 - 2025年） | F44（2019年 - 2025年） | F44（2019年 - 2025年） | F44（2019年 - 2025年） |
| グレード                       | 型式                   | 排気量 (cc)            | エンジン                      | 最高出力 (ps/rpm)      | 最大トルク (kgm/rpm)   | 変速機                 | 駆動方式               |
| ------------------------------ | ---------------------- | ---------------------- | ----------------------------- | ---------------------- | ---------------------- | ---------------------- | ---------------------- |
| 218i (2019年 - 2025年)         | B38A15A                | 1,498                  | 直列3気筒DOHCターボ           | 140/4,600              | 22.4/1,480-4,200       | 7速DCT                 | 前輪駆動               |
| 218d (2019年 - 2025年)         | B47C20B                | 1,995                  | 直列4気筒DOHCディーゼルターボ | 150/4,000              | 35.7/1,750-2,500       | 8速AT                  | 前輪駆動               |
| M235i xDrive (2019年 - 2025年) | B48A20E                | 1,998                  | 直列4気筒DOHCターボ           | 306/5,000-6,250        | 45.9/1,750-4,500       | 8速AT                  | 四輪駆動               |

### 2代目（F74型、2025年 - ）
2024年10月16日、欧州市場で発表された。全体的なフォルムやプラットフォームは先代となる初代（F44）を継承しており、事実上F44のフェイスリフト版となる。
ボディサイズは、全長が20mm延長された4,546mm、全高が15mm拡大された1,435mmとなった。しかし、全幅とホイールベースは先代と同一である（いずれも欧州仕様の値）。
エクステリアは、斜めのデザインを取り入れたキドニーグリル、環状のシグネチャーを2回繰り返すツイン・サーキュラーを進化させたアダプティブLEDヘッドライト、ワイドで力強さを強調する水平方向のキャラクターライン、立体的なLEDテールライトが特徴的である。さらに、リアゲートに取り付けられているモデルバッチの「2」が大型化された。
インテリアは、メーターパネルとコントロールディスプレイを一体化させた「BMWカーブド・ディスプレイ」を運転席側に傾けて配置した。従来のシフトレバーとiDriveコントローラーは廃止され、トグル・スイッチ式のギヤセレクターに置き換わった。また、センターコンソールにはQi機能を備えたスペースも確保されている。
車両のキーを持たずとも、対応のスマートフォン、スマートウォッチを携行していれば、車両に近づくだけでロック解除、エンジン始動を可能にする「BMWデジタル・キー・プラス」や、AI技術を活用し、音声会話だけで車両の操作、情報へのアクセスが可能となる「BMWインテリジェント・パーソナル・アシスタント」を新たに装備している。
BMWオペレーティング・システム9が搭載され、運転席側に機能アイコンを縦に並べたホーム画面を備える。さらに、メニュー構造が大幅に改良され、サブ・メニューに切り替えることなく、機能に直接アクセスできる「QuickSelect」機能により、操作性を向上させた。
ラゲッジ容量は、大人3名乗車時には360-430ℓ、40:20:40の分割可倒式リアシートを、全て倒すことで、さらに拡大することが可能である。電動開閉式のリアゲートはハンズフリーでの開閉も可能である。
パワートレインは、1.5L 直列3気筒DOHCガソリンエンジンに、48Vマイルド・ハイブリッド・システムを組み合わせた「220」、2.0L 直列4気筒DOHCディーゼルエンジン「218d」「220d」、2.0L 直列4気筒DOHCガソリンエンジン「M235」が用意される。トランスミッションは、全モデルに7速DCTが組み合わされる。
先進運転支援システム（ADAS）は、高性能カメラ&レーダーと高性能プロセッサを駆使する、新世代の「ドライビング・アシスト」を装備する。他のBMWモデルと同様に、新たにハンズ・オフ機能付き渋滞運転支援機能が搭載された。また、レーン・チェンジ・ウォーニング（車線変更警告システム）、衝突回避・被害軽減ブレーキ（事故回避ステアリング付）、クロス・トラフィック・ウォーニング、パーキング・アシスタント、リバース・アシスト機能なども引き続き搭載されている。

#### 日本での販売
2025年3月5日、発表された。グレードは、1.5L 直列3気筒ガソリンエンジンを搭載する「220 M Sport」、2.0L 直列4気筒ディーゼルエンジンを搭載する「220d M Sport」、2.0L 直列4気筒ガソリンエンジンを搭載する「M235 xDrive」が用意される。全モデル、右ハンドル・7速DCTのみの設定となる。
「M235 xDrive」は、唯一の四輪駆動モデルであり、左側のパドルシフトを1秒間引くことで、全てのパワートレインとシャシー・システムを最もスポーティな設定に切り替えられる「Mスポーツ・ブースト機能付き7速DCT」を標準装備する。さらに、Mモデルで採用されているテクノロジーを受け継いだ「M コンパウンド・ブレーキ（グレー・ハイグロス・キャリパー）」をオプション設定する。
| F74（2025年 - ）         | F74（2025年 - ） | F74（2025年 - ） | F74（2025年 - ）              | F74（2025年 - ）  | F74（2025年 - ）     | F74（2025年 - ） | F74（2025年 - ） |
| グレード                 | 型式             | 排気量 (cc)      | エンジン                      | 最高出力 (ps/rpm) | 最大トルク (kgm/rpm) | 変速機           | 駆動方式         |
| ------------------------ | ---------------- | ---------------- | ----------------------------- | ----------------- | -------------------- | ---------------- | ---------------- |
| 220（2025年 - ）         | B38A15A          | 1,498            | 直列3気筒DOHCターボ           | 156/5,000         | 24.5/1,500-4,400     | 7速DCT           | 前輪駆動         |
| 220d（2025年 - ）        | B47C20B          | 1,995            | 直列4気筒DOHCディーゼルターボ | 149/4,000         | 36.7/1,500-2,500     | 7速DCT           | 前輪駆動         |
| M235 xDrive（2025年 - ） | B48A20E          | 1,998            | 直列4気筒DOHCターボ           | 300/5,750         | 40.8/2,000-4,500     | 7速DCT           | 四輪駆動         |

## アクティブツアラー

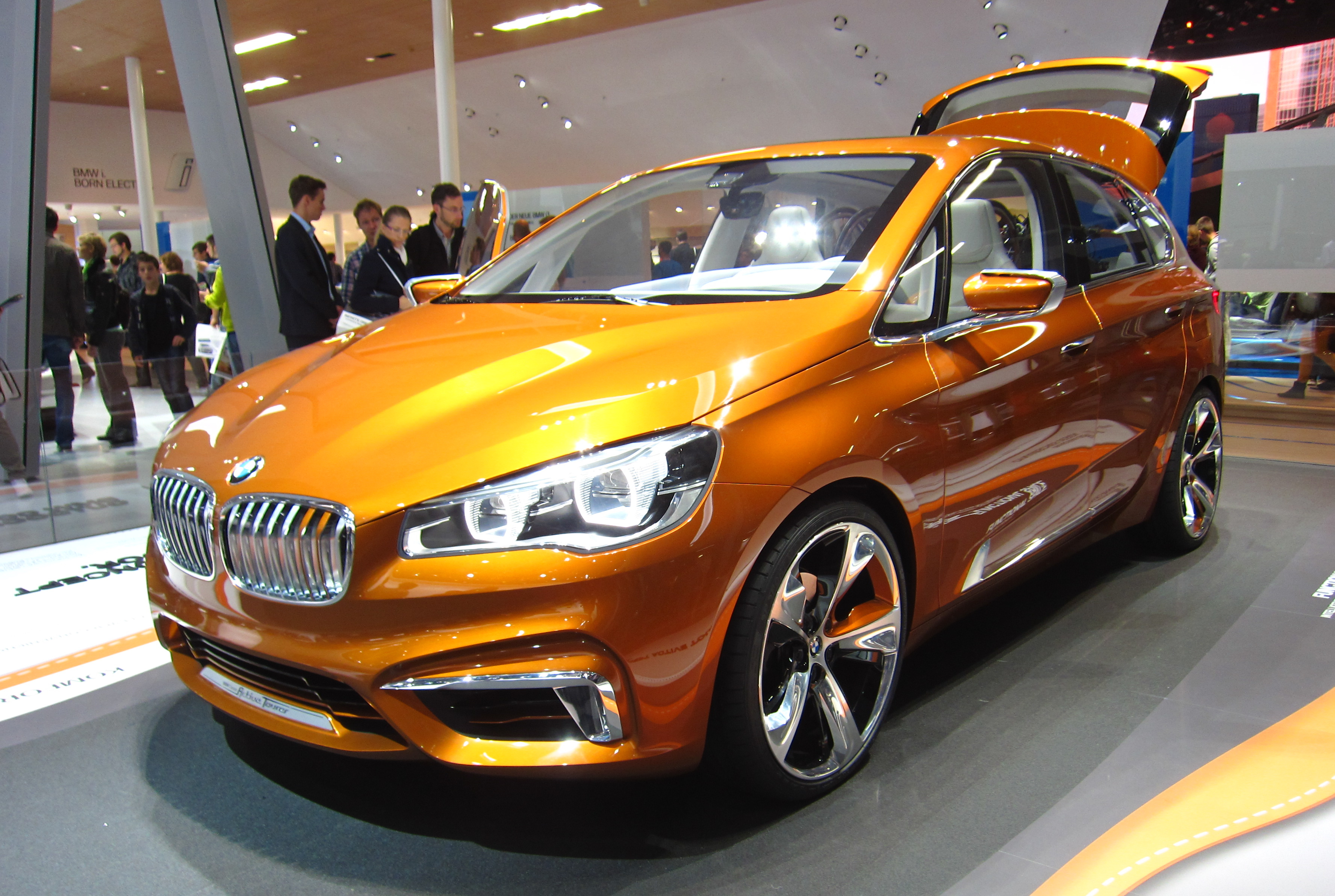
コンセプト・アクティブツアラー

### 初代（F45型、2014年 - 2022年）
2012年9月、BMWはパリモーターショー'12にて、コンセプトモデルである「コンセプト アクティブ ツアラー」を出品した。1.5L 直列3気筒エンジンで前輪を、電気モーターで後輪を駆動するプラグインハイブリッド仕様で、システム出力は190PSを発生する。これは、のちに「225xe」という形で、市販を結実する礎となった。ボディサイズは、全長4,350×全幅1,834×全高1,560mm、ホイールベース2,670mmであった。
2013年、コンセプトモデル第二弾となる「コンセプト アクティブ ツアラー アウトドア」を発表した。前年に披露された「コンセプト アクティブ ツアラー」の発展版で、2台の自転車を車内に積載することが可能など、FFベースであることの利点をアピールするものとなっていた。のちに、同年のフランクフルトモーターショー2013や東京モーターショー2013でも展示された。
2014年2月14日、市販モデルが本国で発表され、翌月のジュネーブショーで初披露された。F55/56型MINIと同一の「UKL」プラットフォームを採用する、BMWブランド初のFFモデルとなった。なお、PCDは120ではなく、MINIと同じ112である。
BMWならではのスタイリング・運動性能に、MPVモデルのような広々とした室内空間と高い機能性・快適性を融合した、BMW初の車両コンセプト「スポーツ・アクティビティ・ツアラー（SAT）」を体現した新モデルである。
ボディサイズは、全長4,350mm、全幅1,800mm、全高1,550mmと、日本市場の特性を十分に考慮し、一般的な機械式駐車場にも収まる設計となっている。リアシートは、前後に130mmスライドすることが可能で、40:20:40の分割可倒式バックレストは-1.5度から+28.5度まで3段階に調節できる。収納スペースの容量は、通常468ℓから最大1,510ℓまで拡大でき、スペース下には、180mmのサブトランクを有する（ランフラットタイヤが標準装備のため、パンク修理キットも未設置）。電動開閉式のリアゲートは、リアバンパー下に足をかざしての開閉も可能である。
エクステリアは、やや前傾したキドニーグリルと、特徴的な4灯式丸型のLEDヘッドライト、LEDライトバーが配置された幅広のL字型テールライトが特徴的である。「セミ・コマンド・シート・ポジション」により、視点の高さと乗降性の良さを両立している。
インテリアは、ダッシュボードからドアパネルに至るまで、複数の水平ラインやサーフェスを重ね、空間を分割するレイヤリングという手法を用いることで空間の広がりを強調した。センターコンソールは、ドライバー側に角度がつけられ、全ての重要な操作系が手の届く範囲に配置されている。
ダッシュボードには、アクセント・トリム付きの大きなインテリア・トリム・パネルやクローム・エレメントがあしらわれる。さらに、8インチの高解像度ワイド・コントロール・ディスプレイ、iDriveナビゲーション・システム、タッチ・パッド付きiDriveコントローラを装備する。
パワートレインは、新世代のモジュラー・エンジンを搭載する。1.5L 直列3気筒DOHCガソリンエンジン「218i」、2.0L 直列4気筒DOHCガソリンエンジン「225i」、2.0L 直列4気筒DOHCディーゼルエンジン「218d」が用意される。ターボチャージャーには、高精度ダイレクトインジェクションシステム、無段階可変バルブ・コントロール・システムのバルブトロニック、バリアブル・カムシャフト・コントロール・システムのダブルVANOSを組み合わせた。トランスミッションは6速MTのほか、6速ATと8速ATが用意される。また、新開発のサスペンションシステムと、シングル・ピニオン式電動パワーステアリングを採用するなど、FFベースながらも、ハンドリング性能が重視されている。
デザイン・ラインは「Standard」をベースに、「Luxury」「M Sport」からなる2種類のオプション・パッケージが設定される。さらに、歩行者検知機能付き「衝突回避・被害軽減ブレーキ」、車線の逸脱をドライバーに警告する「レーン・ディパーチャー・ウォーニング」、衝突の危険性が高まった際に警告を発する「前車接近警告機能」といった先進運転支援システムも充実させた。アクティブ・クルーズ・コントロール（ACC）や、ヘッドアップ・ディスプレイといった快適装備もオプションで用意される。
2018年、後期型（LCI）が発表された。エクステリアは、新デザインのキドニーグリル、ヘキサゴナルデザインのLEDヘッドライト、大型のエアインテークを左右に配したフロントバンパーを採用するとともに、エキゾーストテールパイプの径を90mmに拡大した。同時に「M Sport」のデザインも一新された。インテリアは、フロントシートの座面を拡大することで、座り心地を向上させた。
2015-2016日本カー・オブ・ザ・イヤー「インポート・カー・オブ・ザ・イヤー」を受賞した。

#### 日本での販売
2014年10月1日、発表された（同年12月より発売開始）。グレードは1.5L 直列3気筒エンジンを搭載するFFモデル「218i」、2.0L 直列4気筒エンジンを搭載する4WDモデル「225i xDrive」がラインアップされる。前者は「Standard」「Luxury」「M Sport」のデザイン・ラインが用意され、6速ATを組み合わせる。後者は「M Sport」のみが用意され、8速ATを組み合わせる。全モデル、右ハンドルのみの設定となる。また、日本仕様車は、立体駐車場への入庫を考慮してMスポーツサスペンションや、専用のシャークフィンアンテナを全モデルに標準装備とし、車高を、本国仕様の1,586mmから、36mmダウンの1,550mmとした。
2015年5月20日、クリーンディーゼル搭載車の「218d」が追加導入された。最新のコモンレール・ダイレクト・インジェクション・システムと、可変ジオメトリーターボチャージャーを装備する2.0L 直列4気筒ディーゼルエンジンを搭載し、8速ATを組み合わせる。右ハンドルのみの設定で、「Standard」「Luxury」「M Sport」のデザイン・ラインが用意される。
2016年1月26日、プラグインハイブリッド車の「225xe」が追加導入された。「218i」と同一の1.5L 直列3気筒エンジンと、後輪駆動用の電気モーターが搭載される。専用バッテリーの設置スペースを確保するため、燃料タンク容量が通常の51Lから36Lに削減されている。「Luxury」「M Sport」のデザイン・ラインが用意され、右ハンドル・6速ATのみの設定となる。
同年9月1日、仕様変更。「218d」の「M Sport」に、シフトパドル付きの8速スポーツATを標準装備とした。
2017年1月18日、新グレード「218d xDrive」が追加導入された。既存の「218d」に、四輪駆動システム「xDrive」を組み合わせたモデルである。右ハンドル・8速ATのみの設定で、「Standard」「Luxury」「M Sport」のデザイン・ラインが用意される。
2018年6月28日、マイナーチェンジし、後期型（LCI）となった。内外装のデザインが刷新されたほか、「218i」に搭載されるトランスミッションが、従来の6速ATから7速DCTに換装された。グレード構成も変更され、「225i xDrive」が廃止された。
| F45（2014年 - 2022年）        | F45（2014年 - 2022年） | F45（2014年 - 2022年） | F45（2014年 - 2022年）        | F45（2014年 - 2022年）            | F45（2014年 - 2022年）                    | F45（2014年 - 2022年） | F45（2014年 - 2022年） |
| グレード                      | 型式                   | 排気量（cc）           | エンジン                      | 最高出力(PS/rpm)                  | 最大トルク(kgm/rpm)                       | 変速機                 | 駆動方式               |
| ----------------------------- | ---------------------- | ---------------------- | ----------------------------- | --------------------------------- | ----------------------------------------- | ---------------------- | ---------------------- |
| 218i (2014年 - 2018年)        | B38A15A                | 1,498                  | 直列3気筒DOHCターボ           | 136/4,400                         | 22.4/1,250-4,300                          | 6速AT                  | 前輪駆動               |
| 218i (2018年 - 2022年)        | B38A15A                | 1,498                  | 直列3気筒DOHCターボ           | 140/4,600                         | 22.4/1,480-4,200                          | 7速DCT                 | 前輪駆動               |
| 218d (2015年 - 2022年)        | B47C20A                | 1,995                  | 直列4気筒DOHCディーゼルターボ | 150/4,000                         | 33.7/1,750-2,750                          | 8速AT                  | 前輪駆動               |
| 218d xDrive (2017年 - 2022年) | B47C20A                | 1,995                  | 直列4気筒DOHCディーゼルターボ | 150/4,000                         | 33.7/1,750-2,750                          | 8速AT                  | 四輪駆動               |
| 225i xDrive (2014年 - 2018年) | B48A20B                | 1,998                  | 直列4気筒DOHCターボ           | 231/5,000                         | 35.6/1,250-4,500                          | 8速AT                  | 四輪駆動               |
| 225xe (2016年 - 2020年)       | B38A15A-P160           | 1,498                  | 直列3気筒DOHCターボ           | 136/4,400 (システムトータル：224) | 22.4/1,250-4,300 (システムトータル：39.3) | 6速AT                  | 四輪駆動               |

### 2代目（U06型、2022年 - ）
2021年10月6日、欧州市場にて、フルモデルチェンジ。
エクステリアは、八角形をイメージした大型のキドニーグリル、L型のデイライトを備える、アダプティブLEDヘッドライト、水平方向のキャラクターラインが特徴的である。ドアノブの形状は、従来のグリップ式から空力特性に優れたフラッシュ・ハンドルに改められた。
インテリアは、メーターパネルとコントロールディスプレイを一体化させた「BMWカーブド・ディスプレイ」を運転席側に傾けて配置した。従来のシフトレバーとiDriveコントローラーは廃止され、トグル・スイッチ式のギヤセレクターに置き換わった。また、センターコンソールにはQi機能を備えたスペースも確保されている。なお、搭載されるiDriveのOSは、ID8から8.5へ、さらに2024年までにID9に変更されている。
車両のキーを持たずとも、対応のスマートフォン、スマートウォッチを携行していれば、車両に近づくだけでロック解除、エンジン始動を可能にする「BMWデジタル・キー・プラス」や、AI技術を活用し、音声会話だけで車両の操作、情報へのアクセスが可能となる「BMWインテリジェント・パーソナル・アシスタント」を新たに装備している。
ラゲッジ容量は、大人3名乗車時には470ℓ、40:20:40の分割可倒式リアシートを、全て倒すことで、最大1,455ℓにまで拡大することが可能である。リアシートは、前後に130mmスライドできる。電動開閉式のリアゲートはハンズフリーでの開閉も可能である。
パワートレインは、1.5L 直列3気筒DOHCガソリンエンジン「218i」、2.0L 直列4気筒DOHCディーゼルエンジン「218d」が用意される。欧州市場には48Vマイルドハイブリッドを搭載するモデルも用意される。トランスミッションは6速MTが廃止され、全モデルに7速DCTが組み合わされる。
デザイン・ラインは、「Standard」「Exclusive」「M Sport」の3種類が用意される。「M Sport」には、可変容量ダンパーであるアダプティブMサスペンションが装備され、通常モデル比で車高が15mm低くなる。
先進運転支援システム（ADAS）は、高性能カメラ&レーダーと高性能プロセッサーを駆使する、新世代の「ドライビング・アシスト」を装備する。新たにハンズ・オフ機能付き渋滞運転支援機能、レーン・チェンジ・ウォーニング（車線変更警告システム）、衝突回避・被害軽減ブレーキ（事故回避ステアリング付）、クロス・トラフィック・ウォーニング、パーキング・アシスタント、リバース・アシスト機能などが追加されている。

#### 日本での販売
2022年6月14日に発表された。グレードは、1.5L 直列3気筒エンジンを搭載するFFモデル「218i」、2.0L 直列4気筒ディーゼルエンジンを搭載するFFモデル「218d」がラインアップされる。それぞれに「Standard」「Exclusive」「M Sport」のデザイン・ラインが用意される。全モデル、右ハンドル・7速DCTのみの設定となる。
| U06（2022年 - ） | U06（2022年 - ） | U06（2022年 - ） | U06（2022年 - ）              | U06（2022年 - ）  | U06（2022年 - ）     | U06（2022年 - ） | U06（2022年 - ） |
| グレード         | 型式             | 排気量 (cc)      | エンジン                      | 最高出力 (ps/rpm) | 最大トルク (kgm/rpm) | 変速機           | 駆動方式         |
| ---------------- | ---------------- | ---------------- | ----------------------------- | ----------------- | -------------------- | ---------------- | ---------------- |
| 218i (2022年 - ) | B38A15P          | 1,498            | 直列3気筒DOHCターボ           | 156/5,000         | 23.5/1,500-4,600     | 7速DCT           | 前輪駆動         |
| 218d (2022年 - ) | B47C20B          | 1,995            | 直列4気筒DOHCディーゼルターボ | 150/4,000         | 36.7/1,500-2,500     | 7速DCT           | 前輪駆動         |

## グランツアラー

### 初代（F46型、2015年 - 2022年）
2015年2月11日、本国で発表された。前述のアクティブツアラー（F45）に倣い、F55/56型MINIと同一の「UKL」プラットフォームを採用している。
スポーティな走行性能と広い室内空間、快適性・安全性を備えた、BMW初の車両コンセプト「コンパクト・マルチ・パーパス・ビークル（MPV）」を体現した新モデルである。
ボディサイズは、F45比で全長を210mm、全高を95mm拡大（いずれも日本仕様の場合）し、ホイールベースを110mm延長した。同時に、ルーフとBピラー以降の外板（リアドア含む）を新設計とすることで、さらなる荷室空間の拡大と3列シート・7人乗りを実現させた。なお、BMWの3列シート車はX5に次いで2例目となる。
2列目シートは、前後に130mmスライドすることが可能で、40:20:40の分割可倒式バックレストを備える。3列目シートは、レバー操作一つで50:50に分割して、ラゲッジフロア下に収納することが可能である。3列目シートを倒すと、ラゲッジルーム容量は560ℓ、2列目および3列目シートのバックレストを全て倒すと、1,820ℓに拡大する。なお、3列目の設置に伴い、ラゲッジスペース下のサブトランクは用意されない。電動開閉式のリアゲートは装備される。
エクステリアは、やや前傾したキドニーグリルと特徴的な4灯式丸型のLEDヘッドライト、LEDライトバーが配置された幅広のL字型テールライトが特徴的である。「セミ・コマンド・シート・ポジション」により、視点の高さと乗降性の良さを両立している。Cd値は0.28を達成した。
インテリアは、ダッシュボードからドアパネルに至るまで、複数の水平ラインやサーフェスを重ね、空間を分割するレイヤリングという手法を用いることで、空間の広がりを強調した。センターコンソールはドライバー側に角度がつけられ、全ての重要な操作系が手の届く範囲に配置されている。
ダッシュボードには、アクセント・トリム付きの大きなインテリア・トリム・パネルや、クローム・エレメントがあしらわれる。さらに、8インチの高解像度ワイド・コントロール・ディスプレイ、iDriveナビゲーションシステム、タッチパッド付きiDriveコントローラを装備する。
パワートレインは、新世代のモジュラー・エンジンを搭載する。1.5L 直列3気筒DOHCガソリンエンジン「218i」、2.0L 直列4気筒DOHCガソリンエンジン「220i」、2.0L 直列4気筒DOHCディーゼルエンジン「218d」が用意される。ターボチャージャーには、高精度ダイレクト・インジェクション・システム、無段階可変バルブ・コントロール・システムのバルブトロニック、バリアブル・カムシャフト・コントロール・システムのダブルVANOSを組み合わせた。トランスミッションは6速MTのほか、6速ATと8速ATが用意される。また、新開発のサスペンションシステムと、シングル・ピニオン式電動パワーステアリングを採用するなど、FFベースながらもハンドリング性能が重視されている。
デザイン・ラインは「Standard」をベースに、「Sport」「Luxury」「M Sport」からなる3種類のオプションパッケージが設定される。さらに、歩行者検知機能付き「衝突回避・被害軽減ブレーキ」、車線の逸脱をドライバーに警告する「レーン・ディパーチャー・ウォーニング」、衝突の危険性が高まった際に警告を発する「前車接近警告機能」といった先進運転支援システムも充実させた。アクティブ・クルーズ・コントロール（ACC）や、ヘッドアップディスプレイといった快適装備も、オプションで用意される。
2018年、後期型（LCI）が発表された。エクステリアは、新デザインのキドニーグリル、ヘキサゴナルデザインのLEDヘッドライト、大型のエアインテークを左右に配したフロントバンパーを採用するとともに、エキゾーストテールパイプの径を90mmに拡大した。同時に「M Sport」のデザインも一新された。インテリアは、フロントシートの座面を拡大することで座り心地を向上させた。
2015-2016日本カー・オブ・ザ・イヤー「インポート・カー・オブ・ザ・イヤー」を受賞した。

#### 日本での販売
2015年5月26日、発表された（翌月6日より発売開始）。グレードは、1.5L 直列3気筒エンジンを搭載するFFモデル「218i」、2.0L 直列4気筒エンジンを搭載するFFモデル「220i」、2.0L 直列4気筒ディーゼルエンジンを搭載するFFモデル「218d」がラインアップされる。全モデル、右ハンドルのみの設定で、「Luxury」「M Sport」のデザインラインは共通となる。「218i」および「218d」には「Standard」が、「220i」には「Sport」がそれぞれ用意される。「218i」は6速ATを、「218d」および「220i」は8速ATを組み合わせる。
2016年9月1日、仕様変更。「218d」および「220i」の「M Sport」にシフトパドル付きの8速スポーツATを標準装備とした。
2017年1月18日、新グレード「218d xDrive」が追加導入された。既存の「218d」に、四輪駆動システム「xDrive」を組み合わせたモデルである。右ハンドル・8速ATのみの設定で、「Standard」「Luxury」「M Sport」のデザイン・ラインが用意される。
2018年6月28日、マイナーチェンジし、後期型（LCI）となった。内外装のデザインが刷新されたほか、「218i」に搭載されるトランスミッションが、従来の6速ATから7速DCTに換装された。グレード構成も変更され、デザイン・ラインの選択肢が縮小した。
| F46（2015年 - 2022年）        | F46（2015年 - 2022年） | F46（2015年 - 2022年） | F46（2015年 - 2022年）        | F46（2015年 - 2022年） | F46（2015年 - 2022年） | F46（2015年 - 2022年） | F46（2015年 - 2022年） |
| グレード                      | 型式                   | 排気量（cc）           | エンジン                      | 最高出力(PS/rpm)       | 最大トルク(kgm/rpm)    | 変速機                 | 駆動方式               |
| ----------------------------- | ---------------------- | ---------------------- | ----------------------------- | ---------------------- | ---------------------- | ---------------------- | ---------------------- |
| 218i (2015年 - 2018年)        | B38A15A                | 1,498                  | 直列3気筒DOHCターボ           | 136/4,400              | 22.4/1,250-4,300       | 6速AT                  | 前輪駆動               |
| 218i (2018年 - 2022年)        | B38A15A                | 1,498                  | 直列3気筒DOHCターボ           | 140/4,600              | 22.4/1,480-4,200       | 7速DCT                 | 前輪駆動               |
| 218d (2015年 - 2022年)        | B47C20A                | 1,995                  | 直列4気筒DOHCディーゼルターボ | 150/4,000              | 33.7/1,750-2,750       | 8速AT                  | 前輪駆動               |
| 218d xDrive (2017年 - 2022年) | B47C20A                | 1,995                  | 直列4気筒DOHCディーゼルターボ | 150/4,000              | 33.7/1,750-2,750       | 8速AT                  | 四輪駆動               |
| 220i (2015年 - 2019年)        | B48A20A                | 1,998                  | 直列4気筒DOHCターボ           | 192/5,000              | 28.6/1,250-4,600       | 8速AT                  | 前輪駆動               |